# ریکو آئونوما
ریکو آئونوما (انگلیسی: Reiko Aonuma؛ زادهٔ ۲۸ ژانویهٔ ۱۹۵۴) بازیکن بسکتبال اهل ژاپن بود.